# Lynn Bowden Jr.
Lynn Bowden Jr. (Youngstown, Ohio, 14 de octubre de 1997) es un jugador profesional estadounidense de fútbol americano que se desempeña en la posición de wide receiver en New Orleans Saints, equipo de la National Football League (NFL).

## Carrera
Fue seleccionado en la tercera ronda en la Reunión Anual de Selección de Jugadores de la NFL de 2020. Hizo su debut profesional con el equipo Miami Dolphins, en el cual jugó tres temporadas (2020-2022), después pasó a New England Patriots (2022-2023), luego pasó a New Orleans Saints, donde lleva jugando una temporada.